# پوترکانگه
پوترکانگه (به صربی: Potrkanje) یک منطقهٔ مسکونی در صربستان است که در کنگاژواتس واقع شده‌است. پوترکانگه ۸۳ نفر جمعیت دارد.